# Santa Práxedes (título cardenalicio)
El título cardenalicio de Santa Práxedes fue erigido por el papa Evaristo en el 112 después estuvo aún presente a partir del sínodo del 1 de marzo del 499. Estuvo mucho tiempo enlazado a la Basílica de San Lorenzo Extramuros y luego a la Basílica de Santa Práxedes que se encuentra en el rione de Monti de Roma.

## Titulares
- Silvano Antonio (?) (318?-?)
- Serrao Aquileo (o Serrano) (?) (335?-?)
- Domizio Ligo (?) (387?-?)
- Annio Longo (?) (421?-?)
- Severo Flavio (475?-?)
- Ginesio (?) (478?-?)
- Sebastiano (?) (482?-?)
- Lorenzo Celio (494-?)
- Lorenzo (?) (515?-?)
- Pietro (530?-?)
- Avenzio (590-?)
- Pasquale Massimi (796-817)
- Ottavio Elario (o Elarius) (829-?)
- Adimaro (o Aldemaro, o Adhemar, o Aldemar), O.S.B.Cas. (1062-aproximadamente 1073)
- Benedetto Caio (o Caius) (1073-entre 1077 y 1087)
- Desiderio I (dopo il 1087-aproximadamente 1099)
- Romano (1105-1112)
- Lamberto Scannabecchi, C.R.S.A. (1112-1115)
- Desiderio II (o Didier) (1115-aproximadamente 1138)
- Crisogono (1138-1140)
- Ubaldo Allucingoli (1141-1158)
- Ridolfo Nigelli (o Rodolfo, o Radulfo o Raoul) (1188-1189)
- Soffredo Errico Gaetani (o Soffrido, o Goffredo) (1193-1210)
- Giovanni Colonna (1212-1245)
- Anchero Pantaleone (o Antero) (1262-1286)
- Hughes Seguin (o Aycelin) de Billom, O.P. in commendam (1294-1299)
- Pedro Gómez Barroso (1327-1341)
- Gilles Rigaud, O.S.B. (1350-1353)
- Marco da Viterbo, O.Men. (1366-1369)
- Pedro Gómez Álvarez de Albornoz (1371-1374)
- Pietro Pileo di Prata (1378-1384)
- Tommaso Ammanati (1385-1396), pseudocardenal del antipapa Clemente VII
- Pedro Fernández de Frías (1405-1412), pseudocardenal de Clemente VII
- Antonio Calvi (1405-1409)
- Raymond Mairose (1426-1427)
- Vacante (1427-1440)
- Jean Le Jeune (1440-1441)
- Alain de Coëtivy (1448-1465); in commendam (1465-1474)
- Giovanni Arcimboldo (1476-1488)
- Antonio Pallavicini (o Antoniotto) (1489-1503)
- Gabriele de' Gabrielli (1507-1511)
- Christopher Bainbridge (1511-1514)
- Antonio Maria Ciocchi del Monte (1514-1521)
- Ippolito de' Medici (1529-1532)
- Tommaso de Vio, O.P. (1534)
- Francesco Cornaro (1535-1541)
- Philippe de la Chambre, O.S.B. (1541-1542)
- Gasparo Contarini (1542)
- Giovanni Maria Ciocchi del Monte (1542-1543)
- Miguel da Silva (1543-1552)
- Cristoforo Guidalotti Ciocchi del Monte (1552-1564)
- Carlo Borromeo (1564-1584)
- Nicolas de Pellevé (1584-1594)
- Alessandro Ottaviano de' Medici (1594-1600)
- Simeone Tagliavia d'Aragona (1600)
- Antonio Maria Galli (o Gallo) (1600-1605)
- Ottavio Acquaviva d'Aragona, Sr. (1605-1612)
- Bartolomeo Cesi (1613-1620)
- San Roberto Bellarmino, S.J. (1620-1621)
- François d'Escoubleau de Sourdis (1621-1628)
- Marcello Lante (1628-1629)
- Roberto Ubaldini (1629-1635)
- Guido Bentivoglio (1635-1639)
- Giulio Roma (1639-1644)
- Ernest Adalbert von Harrach (1644-1667)
- Giulio Gabrielli (1667)
- Virginio Orsini (1667-1668)
- Alderano Cybo-Malaspina (1668-1677)
- Luigi Alessandro Omodei (1677-1680)
- Pietro Vito Ottoboni (1680-1681)
- Francesco Albizzi (1681-1684)
- Decio Azzolini juniore (1684-1689)
- Giulio Spinola (1689-1691)
- Francesco Maidalchini (1691-1700)
- Galeazzo Marescotti (1700-1708)
- Fabrizio Spada (1708-1710)
- Bandino Panciatichi (1710-1718)
- Francesco Barberini, Jr. (1718-1721)
- Giuseppe Sacripante (1721-1726)
- Filippo Antonio Gualterio (1726-1728)
- Lodovico Pico della Mirandola (1728-1731)
- Antonio Felice Zondadari (1731-1737)
- Giorgio Spinola (1737-1738)
- Luis Belluga y Moncada (1738-1743)
- Angelo Maria Quirini, O.S.B. (1743-1755)
- Domenico Passionei (1755-1759)
- Giacomo Oddi (1759-1763)
- Carlo Vittorio Amedeo delle Lanze (1763-1783)
- Vitaliano Borromeo (1783-1793)
- Francesco Saverio de Zelada (1793-1801)
- Antonio Dugnani (1801-1807)
- Carlo Bellisomi (1807-1808)
- Vacante (1808-1814)
- Giovanni Filippo Gallarati Scotti (1814-1818); in commendam (1818-1819)
- Vacante (1819-1823)
- Francesco Serlupi Crescenzi (1823-1828)
- Antonio Domenico Gamberini (1829-1839); in commendam (1839-1841)
- Paolo Polidori (1841-1847)
- Luigi Vannicelli Casoni (1847-1877)
- Edoardo Borromeo (1878-1881)
- Angelo Bianchi (1883-1889)
- Tommaso Maria Zigliara, O.P. (1891-1893)
- Gaetano Aloisi Masella (1893-1902)
- Rafael Merry del Val y Zulueta (1903-1930)
- Raffaele Carlo Rossi, O.C.D. (1930-1948)
- Vacante (1948-1953)
- Pietro Ciriaci (1953-1964)
- Owen McCann (1965-1994)
- Paul Poupard (1996-)